# El Álamo (película de 1960)
El Álamo (título original: The Alamo) es un wéstern de 1960 dirigido y protagonizado por John Wayne, con Richard Widmark y Laurence Harvey interpretando los papeles principales. Está basada en un hecho real ocurrido durante la guerra de Independencia de Texas, la batalla de El Álamo.

## Argumento
En 1836, la guerra de la Independencia de Texas está en pleno curso. Durante 13 días, un grupo de 185 hombres deberá resistir el asedio del ejército mexicano compuesto por más de 7000 hombres, liderado por el presidente Antonio López de Santa Anna. En ella, esos soldados texanos, actuando bajo órdenes de no dejar pasar a ese ejército costara lo que costara, sacrificarán sus vidas en El Álamo para detener al ejército mexicano, causándole graves pérdidas.
Su actuación permitió ganar tiempo para que los texanos, bajo el mando del general Sam Houston, pudiesen organizarse contra los mexicanos y posteriormente también inspiraría a miles de hombres para luchar contra los mexicanos por la independencia de Texas. La batalla contribuyó así a la posterior victoria texana sobre los mexicanos, lo que llevaría más tarde a su independencia de ellos.

## Reparto
| Actor           | Personaje                                       |
| --------------- | ----------------------------------------------- |
| John Wayne      | Col. Davy Crockett                              |
| Richard Widmark | Jim Bowie                                       |
| Laurence Harvey | Col. William Travis                             |
| Frankie Avalon  | Smitty                                          |
| Patrick Wayne   | Cap. James Butler Bonham                        |
| Linda Cristal   | Graciela Carmela Maria 'Flaca' De López Y Vejar |
| Joan O'Brien    | Sra. Sue Dickinson                              |
| Chill Wills     | Beekeeper                                       |
| Joseph Calleia  | Juan Seguin                                     |
| Ken Curtis      | Cap. Almeron Dickinson                          |
| Carlos Arruza   | Ten. Reyes                                      |
| Richard Boone   | Gen. Samuel Houston                             |
| Ruben Padilla   | Generalísimo Antonio Miguel López De Santa Anna |

## Producción
Fue la primera película dirigida por John Wayne. En ella invirtió toda su fortuna.
Charlton Heston fue uno de los muchos actores a los que se les envió el guion para que protagonizasen la película. Sin embargo el actor, que acababa de rodar la mítica Ben-Hur, rechazó el papel porque no quería meterse en el rodaje de otra gran epopeya. Para hacer la obra cinematográfica John Wayne hizo reconstruir el Fort Alamo por completo hasta el más mínimo detalle en las cercanías de la estructura original.
El rodaje de la película duró tres meses. Se llevó a cabo en las tierras de Happy Shahan, quien permitió grabar la producción en su rancho de 20.000 acres, en Brackettville, Texas. En ella participaron durante el rodaje un total de 7.000 extras, 1.500 caballos y 400 cabezas de ganado de Texas.

## Recepción
La película tuvo gran éxito comercial. Se situó entre las 10 más taquilleras del año y aunque tuvo comentarios negativos, también fue muy elogiada por su éxito y su gran esfuerzo épico.

## Premios
- Oscar al mejor sonido (1960)
- Nominación a premio Oscar para mejor película (1960)
- Nominación a premio Oscar por mejor actor secundario (Chill Wills) (1960)
- Nominación a premio Oscar por mejor fotografía en color (1960)
- Nominación a premio Oscar por mejor montaje (1960)
- Nominación a premio Oscar por mejor guion original (1960)
- Nominación a premio Oscar mejor canción (Dimitri Tiomkin y Paul Francis Webster, por The Green Leaves of Summer) (1960)